# 竹内慶太郎
竹内 慶太郎（たけうち けいたろう、1861年2月11日〈文久元年1月2日〉 - 没年不明）は、日本の商人（牛肉商、生肉商、精肉商）、実業家。合名会社竹内商店代表社員。族籍は愛知県平民。

## 人物
愛知県・近藤忠太郎の弟。1889年、竹内金三郎の養子となる。牛肉、生肉、精肉商を営む。諸会社の重役であり、神奈川県参事会員を兼ねる。横浜屠場、横浜常設家畜市場各社長、横浜共栄、東神冷蔵製氷各取締役などをつとめる。住所は横浜、真砂町。

## 家族・親族
竹内家
- 養父・金三郎（1842年 - ?、精肉商[3]、屠肉問屋[6]）
- 養母・こう（1851年 - ?、千葉、田村常蔵の妹）[1][2][5]
- 妻・きん（1866年 - ?、養父金三郎の長女[1][2]、合名会社竹内商店社員[4]）
- 長女・かね（1883年 - ?、養子友三郎の妻[1]、合名会社竹内商店社員[4]）
- 養子・友三郎（1882年 - ?、長女かねの夫、大阪府人・山本與次右衛門の弟[1][2]、合名会社竹内商店代表）
  - 同長女[1][2]
- 孫[1][2]